# Banca di Piacenza
La Banca di Piacenza è stata fondata nel 1936 per incentivare ed assistere l'economia del piacentino. Ancora oggi l'istituto conserva questa natura territoriale pur avendo aperto filiali al di fuori dell'ambito regionale.

## Storia

### Gli anni trenta
L'atto di costituzione della Banca di Piacenza viene firmato il 23 giugno 1936 da un gruppo di cittadini. Il capitale iniziale risulta formato da 944 azioni, di lire cinquecento ciascuna. Il primo Consiglio di amministrazione viene eletto per acclamazione; il presidente è Desiderio Rizzi, con Giacomo Fioruzzi vicepresidente. Il 1º ottobre 1936 ha luogo la prima seduta del Consiglio (che nomina, per acclamazione, Carlo Fioruzzi “socio fondatore” della banca) nella sede di via Mazzini 14, nel palazzo del Consorzio agrario. Questo palazzo, che verrà in seguito acquistato e restaurato dalla Banca di Piacenza, è il noto Palazzo Galli (ora PalaBanca Eventi).
Il 2 gennaio 1937 la banca apre il primo sportello a Piacenza e il 18 ottobre successivo apre una filiale a Borgonovo Val Tidone. Il 25 febbraio 1938 il Consiglio di amministrazione approva il suo primo bilancio, che vede 1.876 azioni sottoscritte, un utile netto di 31.351,50 lire e la costituzione, in via precauzionale, di un fondo di riserva ordinaria. Nello stesso periodo Giacomo Fioruzzi subentra nella carica di presidente a Rizzi, scomparso l'anno precedente.
Durante l'esercizio del 1938, la Banca di Piacenza rileva sia le attività superstiti della Banca Commerciale Piacentina sia la filiale della Banca Nazionale del Lavoro di Gropparello.

### Gli anni Quaranta
Nel periodo bellico vengono aperte due nuove filiali: una a Pianello Val Tidone e una a San Nicolò a Trebbia, nel comune di Rottofreno.
Nel 1946 vengono aperte tre nuove filiali (Ponte dell’Olio, Castelvetro e Carpaneto) e un aumento del capitale sociale porta le azioni da 4.650 a 9.250.
Dal 1947 l'istituto sostiene l'Università Popolare Piacentina. L'anno seguente aderisce all'Episa (Ente per l'istruzione superiore agraria) e destina all'Università di San Lazzaro la somma di 1.233.532 lire.
Tra il 1948 e il 1949 la Banca di Piacenza ottiene l'autorizzazione ad aprire una nuova filiale a Cortemaggiore e viene acquistato l'edificio della dipendenza di Borgonovo Val Tidone. Le azioni aumentano del 90%, passando da 33.640 a 64.603.
Si conclude l'acquisto della nuova sede, sempre in via Mazzini: il Palazzo dei Conti Barattieri di San Pietro.

### Gli anni Cinquanta
Tra il 1950 e il 1951 vengono acquistate le sedi delle filiali di Pianello e Castelvetro Piacentino, mentre è inaugurata la filiale di Nibbiano Val Tidone. Questo centro, che nel 1951 contava una popolazione di 4.342 abitanti, era stato colpito da un violento nubifragio e la Banca di Piacenza decise di aiutare la popolazione con finanziamenti a condizioni di favore.
Nel 1952 la banca emette nuove azioni per i soci (sempre di lire 500 ciascuna) e viene modificato lo statuto per autorizzare l'emissione di libretti nominativi di piccolo risparmio speciale. Il direttore Ferretti, che si era dimesso l'anno precedente, viene sostituito dal rag. Pietro Bonfanti, al quale viene affiancato Oreste Vermi, in qualità di vicedirettore.
Nel 1953, ultimati i lavori nell'immobile di via Mazzini, i soci, a marzo, si riuniscono per la prima assemblea.
Con la scomparsa prematura del presidente della banca, Giacomo Fioruzzi, che aveva assunto la presidenza l'11 maggio 1937, cambiano gli assetti nel quadro degli amministratori e viene eletto presidente Luigi Lodigiani. Inoltre, viene istituito un premio annuo da destinare al miglior licenziato del Liceo Classico Melchiorre Gioia e vengono commissionati a Luciano Ricchetti, famoso pittore piacentino, i ritratti dei presidenti Rizzi e Fioruzzi.
I soddisfacenti risultati del bilancio del 1956, a vent'anni dalla fondazione dell'Istituto, confermano la Banca di Piacenza tra le prime venti banche popolari d'Italia e, nel giugno dello stesso anno, viene aperta e inaugurata la prima agenzia in città, nel “Palazzo “Mirabilia” a Barriera Genova. Viene inoltre accordato il consenso per una nuova dipendenza, quella di Bettola, che verrà inaugurata il 1º marzo 1957.
Nel 1959 la Banca di Piacenza riceve l'autorizzazione ad aprire due nuove filiali, a Fiorenzuola d'Arda e a Farini d'Olmo, che verranno inaugurate, rispettivamente, a ottobre e a giugno. L'istituto chiude il decennio con più di 200.000 azioni distribuite tra 774 soci.

### Gli anni Sessanta
L'associazione “Luigi Luzzatti”, che aveva riunito fino ad allora le banche popolari italiane, si divide e alcune banche popolari (Milano, Bergamo, Novara, Verona e Mantova) danno vita all'Associazione Tecnica delle Banche Popolari Italiane, cui aderirà anche quella piacentina.
Per quanto riguarda il bilancio, negli anni sessanta vengono superati i dieci miliardi di lire di depositi. L'utile aumenta dai 40 milioni, nel 1962, ai 56 milioni nel 1969, portando il dividendo a 135 lire.
Gli anni sessanta registrano anche una nuova espansione dell'Istituto sul territorio, con l'apertura di tre nuove filiali: a Gossolengo, a Sarmato e ad Agazzano.
Nel 1966 viene eletto Presidente l'avvocato Francesco Battaglia, storico Consigliere Segretario della Banca e tra i fondatori dell'Istituto, che subentra a Luigi Lodigiani. Nello stesso anno entra in funzione il nuovo centro meccanografico.

### Gli anni Settanta
L'economia piacentina, negli anni settanta, registra una profonda crisi; tra il '71 e il '72 il clima ostile danneggia il settore agricolo, dal 1974 cala sia il numero degli abitanti sia quello del personale addetto all'agricoltura.
La Banca di Piacenza riesce comunque a reagire alla congiuntura negativa e a sostenere l'economia locale agevolando le piccole e medie unità produttive. Gli impieghi con la clientela, infatti, continuano a crescere attestandosi, a metà decennio, a più di 65 miliardi di lire.
L'utile netto del 1972 supera i 63 milioni di lire mentre i depositi si attestano a 42 miliardi e mezzo. Nello stesso anno la Banca d'Italia autorizza l'apertura dello sportello di Vernasca. Il 31 gennaio 1974 il DG Pietro Bonfanti lascia l'incarico per raggiunti limiti di età; gli subentra Gianfranco Ghisoni, già Vicedirettore della Banca Commerciale Italiana. Sempre nel '74 viene aperta la filiale di Vigolzone e si conclude l'acquisto degli edifici di Ponte dell'Olio e di Pianello, portando così a otto gli immobili di proprietà della Banca, compresa la Sede centrale.
Nel 1975 si conclude un nuovo aumento di capitale. Le azioni, del valore nominale di 500 lire, passano da 279.759 a 508.608, mentre i soci diventano 1.679 (dai precedenti 1.344). Durante l'anno viene, inoltre, acquistata la sede della filiale di Fiorenzuola: l'utile supera i 94 milioni di lire e i depositi sfiorano i 97 miliardi.
Durante il 1977, anno in cui venne introdotto l'uso dei “terminali”, si conclude un nuovo aumento di capitale sociale che porta le azioni a 895.432; mentre nel 1978 arriva dalla Banca d'Italia l'autorizzazione ad aprire una nuova agenzia in città, che verrà individuata in località Veggioletta, nell'omonimo quartiere artigiano.

### Gli anni Ottanta
Durante gli anni ottanta avviene il potenziamento tecnico delle strutture della Banca. Tutte le dipendenze periferiche vengono dotate di un terminale collegato, in tempo reale, con gli elaboratori centrali. Le procedure riguardanti il servizio titoli, gli attestati fiscali, i rapporti con i soci, la contabilità generale e il trattamento degli assegni vengono automatizzate. Intanto un ulteriore aumento di capitale porta le azioni a quota 2.037.892, suddivise tra 3.564 soci.
Nel 1982, dalla partnership della Banca di Piacenza con la Banca Emiliana di Parma e la Barclays Emilia Factoring nasce la Barclays Emilia Factoring (Barfem), nuova società di factoring.
In seguito, l'inaugurazione della seconda agenzia di Piacenza, in via 1º Maggio. La sede centrale viene dotata di nuovi locali e di un ingresso in via Calzolai. Una nuova filiale viene aperta a Podenzano. Per quanto riguarda la Val Trebbia, viene invece aperto uno sportello stagionale a Bobbio, che diventerà in seguito stabile.
Nel 1986 la Banca di Piacenza festeggia i cinquanta anni di attività e approva un aumento del capitale sociale in forma gratuita: un'azione per ogni cinque azioni possedute e in circolazione al 30 settembre 1986.
Nell'ottobre dello stesso anno viene eletto presidente (a seguito della scomparsa dell'avv. Francesco Battaglia) l'avv. Corrado Sforza Fogliani.
La direzione del Rag. Giovanni Salsi dà ulteriori, determinanti sviluppi.
Sempre nel 1986 nasce BANCAflash, periodico d'informazione gratuito edito dalla Banca.
L'intento del notiziario è quello - oltre che di dare conto dell'andamento della Banca - di divulgare informazioni di rilievo storico ed artistico nonché di far conoscere il dialetto e la cucina piacentina.
Il periodico informa inoltre i lettori sulle manifestazioni, iniziative ed eventi culturali organizzati dalla Banca.

### Gli anni Novanta e Duemila
Nel 1997 la Banca di Piacenza acquista il Palazzo Galli (dove nel 1937 aveva aperto il suo primo sportello), edificio nobiliare situato nel centro della città, già abitazione del Governatore locale, con lo scopo di ristrutturarlo e di farne un centro culturale a disposizione anche della Comunità.
Nel 2001 Palazzo Galli (dove i soci dell'Istituto si riuniscono almeno una volta all'anno) ospita la prima mostra dall'avvio dei lavori: vengono esposti i dipinti del pittore piacentino Gian Paolo Panini del museo di San Pietroburgo e dell'Accademia romana di S. Luca.
Nel 2004 Giuseppe Nenna diventa Direttore Generale dell'Istituto, subentrando nell'incarico a Giovanni Salsi.
Nel 2012 l’Avvocato Corrado Sforza Fogliani, dopo essere stato presidente della Banca di Piacenza per 25 anni nonché vicepresidente ABI, lascia l'incarico all'ing. Luciano Gobbi, Consigliere dell’Istituto, e assume la carica di Presidente d’Onore. Il Presidente uscente motiva la sua scelta, in un editoriale apparso sul bollettino d’informazione dell’Istituto, BANCAflash, come volta a “favorire un avvicendamento dal quale la Banca uscirà rinvigorita” grazie a “nuove e più fresche energie che la porranno ancor più in grado di continuare a sempre meglio corrispondere alle esigenze dei territori di insediamento”. Allo stesso modo, l’ing.Luciano Gobbi, nel suo discorso di insediamento, afferma che la presenza nel Comitato esecutivo dell’Avvocato Corrado Sforza Fogliani “sarà garanzia di continuità in un processo di rinnovamento, già ben avviato, nel solco di una pluridecennale tradizione che ha come pilastri fondamentali il radicamento nei territori di insediamento, la vicinanza alle famiglie e alle imprese, il principio di mutualità”.
Nel 2015 l’Avvocato Corrado Sforza Fogliani assume la presidenza del Comitato esecutivo.
Nell'agosto del 2016 il Consiglio di amministrazione della Banca elegge all'unanimità il dott. Giuseppe Nenna Presidente del Consiglio di amministrazione succedendo dopo 4 anni all'Ing. Luciano Gobbi. Sempre nella stessa seduta del Consiglio di amministrazione, sono stati nominati il dott. Mario Crosta Direttore generale, il dott. Pietro Coppelli Condirettore generale e il rag. Pietro Boselli Vice Direttore generale.
Da più di ottant'anni la Banca presenta ogni anno un bilancio in utile. Così pure, in nessun anno non ha dato dividendo ai Soci.

## Attività culturali

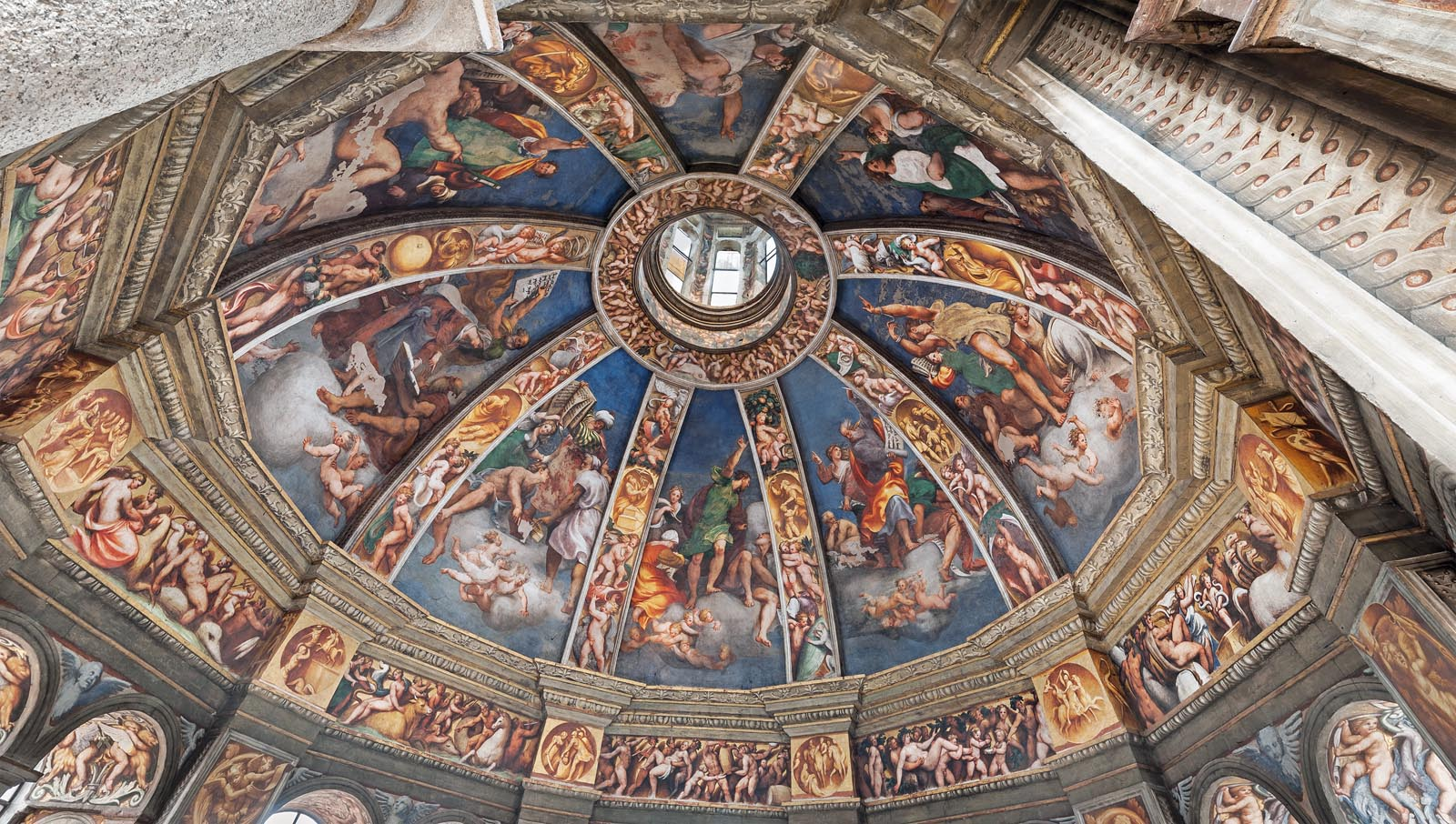
Cupola della Basilica di Santa Maria di Campagna

Tra le maggiori attività realizzate grazie al contributo della Banca vanno ricordate:

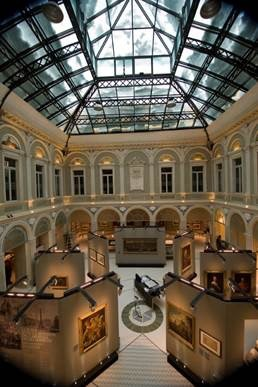
La mostra in onore di Gaspare Landi allestita nel Salone dei depositanti di Palazzo Galli

### Salita al Pordenone
Da marzo a luglio 2018 la Banca ha organizzato la “Salita al Pordenone”. Decine di migliaia di persone hanno potuto ammirare da vicino gli affreschi della Cupola della Basilica di Santa Maria di Campagna a Piacenza, realizzati nel 1500 da Antonio de’ Sacchis, detto il Pordenone, e questo salendo in cupola attraverso un camminamento di 100 scalini (prima utilizzato a scopi manutentivi), restaurato e messo in sicurezza dalla Banca.

### Mostre “Genovesino e Piacenza” e “I nuovi Ghittoni”
Contemporaneamente alla “Salita al Pordenone”, la Banca ha promosso due mostre d’arte negli spazi espositivi di Palazzo Galli: “Genovesino e Piacenza” e “Francesco Ghittoni, inediti e disegni della collezione Banca di Piacenza” (a completamento della mostra dedicata all’artista inaugurata nel dicembre del 2016).

### Concerto con Giovanni Allevi
Per celebrare l’80º anniversario di inizio attività, nel 2017, la Banca ha organizzato un concerto del maestro Giovanni Allevi al Teatro Municipale.

### Mostra ‘800 svelato
Tra le mostre ospitate a Palazzo Galli nel 2017, da ricordare ‘800 svelato, da Fontanesi a Lojacono. Un percorso inedito tra le opere della Ricci Oddi. Un’occasione straordinaria per ammirare i capolavori dei maestri dell’Ottocento custoditi nei depositi della Galleria per mancanza di spazi e quindi sottratte alla pubblica fruizione.

### Arturo Toscanini
Come per la piacentinità di Giuseppe Verdi, la Banca si è fatta promotrice di diverse iniziative a sostegno delle origini piacentine di Arturo Toscanini. Nel 2017, in occasione del 150º anniversario dalla nascita del maestro, sono state organizzate celebrazioni ed eventi per ricordare tali origini: il bisnonno, infatti, nacque a Bogli di Ottone, nonno e padre a Cortemaggiore.  

### Mostra Francesco Ghittoni
Il 9 dicembre 2016 a Palazzo Galli è stata aperta la mostra intitolata “Francesco Ghittoni tra Fattori e Morandi”, curata da Vittorio Sgarbi con Valeria Poli. Francesco Ghittoni, pittore piacentino nato nel 1855 a Rizzolo, in comune di San Giorgio Piacentino, e morto nel 1928. In esposizione circa 150 opere che coprono l’intero arco della produzione dell’artista.

### Mostra "La tragedia dimenticata - Gli Italiani di Crimea"
Nel 2016 la Banca organizza a Palazzo Galli una mostra che ricostruisce la vicenda degli italiani di Crimea e dei soldati italiani catturati nel corso della campagna di Russia sulla base di studi compiuti sul posto, negli archivi dei Gulag interessati, da due ricercatori specializzati, la cui attività è stata finanziata in sede nazionale da Assopopolari.

### Mostra Gaspare Landi
Nel 2004/2005 Palazzo Galli è sede di una nuova esposizione (inaugurata dal Presidente della Camera, Pier Ferdinando Casini), questa volta dedicata all'opera di Gaspare Landi, curata da Vittorio Sgarbi con Ferdinando Arisi (e visitata da oltre 32 000 persone, una presenza mai prima raggiunta da una mostra piacentina e tuttora unica, trasferita poi alla Camera dei Deputati, nel Palazzo di Montecitorio). Palazzo Galli diventa ciò che la Banca di Piacenza aveva pensato dovesse essere: il punto di riferimento culturale della terra piacentina e costante sede di mostre, convegni, riunioni ed esposizioni di settore.

### Premio “F. Battaglia”
Per onorare la memoria di Francesco Battaglia, la Banca di Piacenza assegna ogni anno un premio ad uno studente universitario i cui studi approfondiscano e valorizzino temi della realtà della provincia di Piacenza, volta a volta stabiliti dal Consiglio della Banca.

### Giuseppe Verdi
Nel 2013, rivendicando le origini piacentine del Maestro, la banca ha dato vita ad una serie di iniziative per celebrare il bicentenario della nascita di Giuseppe Verdi. Alcuni anni prima l'Istituto aveva realizzato un sito web dedicato al grande musicista e pubblicato il volume "Verdi, il grande gentleman del piacentino".

### Osservatorio del dialetto
La Banca si è distinta nella salvaguardia del dialetto locale, sia finanziando opere testuali (come il Vocabolario piacentino-italiano curato da Guido Tammi e il Vocabolario italiano-piacentino di Graziella Riccardi Bandera) sia istituendo un vero e proprio “Osservatorio permanente del dialetto”.

### La Guerra della Nazione. Italia 1915-1918

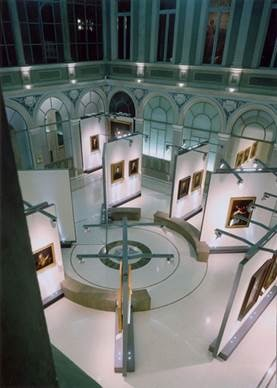
La mostra “La Roma antica e moderna del Cardinale Giulio Alberoni” allestita nel Salone dei depositanti di Palazzo Galli

Tra il dicembre 2010 e il gennaio 2011 la Banca di Piacenza organizza una mostra volta a documentare le vicende della “Grande Guerra” in Italia. Allestita a Roma nel 2009, questa esposizione viene presentata a Piacenza in una versione ampliata con ulteriori documentazioni di provenienza locale.

### La mostra per Giovannino Guareschi
Nel 2008 la Banca di Piacenza ha sostenuto la mostra “1948-1968 Una cavalcata su vent'anni di storia italiana” dedicata a Giovannino Guareschi, l'eclettico scrittore, giornalista, caricaturista e umorista nato a Fontanelle di Roccabianca in provincia di Parma.

### La Roma antica e moderna del cardinale Giulio Alberoni
Dopo aver interamente finanziato il restauro delle opere di Giambattista Piranesi e Giuseppe Vasi custodite al Collegio Alberoni, nel 2008 l'Istituto piacentino ha dedicato una mostra al celebre cardinale Giulio Alberoni e al contesto culturale nel quale operava.

### Il polittico di Cortemaggiore
La Banca si è impegnata affinché “il polittico” di Filippo Mazzola, padre del Parmigianino, tornasse nella chiesa di Santa Maria delle Grazie a Cortemaggiore ed una sua formella è stata fatta rientrare dagli Stati Uniti. Il tutto, a conclusione di un intervento di restauro, a Parma, durato sedici anni.

### Cortili in concerto e Castelli in musica
Rassegne concertistiche - riprese anche dalla RAI - capaci di coniugare la musica, la storia e l'architettura, organizzate nei palazzi storici situati a Piacenza o nei castelli della provincia.

## Interventi di riqualificazione

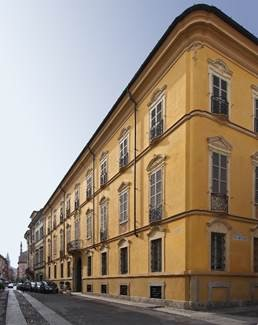
La facciata di Palazzo Galli

### Palazzo Vescovile
Il Palazzo Vescovile di Piacenza, attestato fin dal 1492, aveva già subito un intervento di restauro nella seconda metà dell'Ottocento. Nel 2005 la Banca di Piacenza ha finanziato un nuovo intervento servito ad eliminare il degrado e a restaurare il complesso della facciata. Sono stati utilizzati materiali protettivi e, grazie a documentate ricerche, ripristinati colori simili a quelli originali.

### Presbiterio di San Giovanni in canale
La chiesa di San Giovanni in canale, a Piacenza, è tra i più espressivi esempi dell'architettura degli ordini mendicanti. Il tempio e l'annesso convento furono fondati intorno al 1220 dai frati domenicani. Nel corso degli anni, gli stessi avevano subito diverse modifiche. La Banca ha finanziato l'intero restauro del Presbiterio.

### Sagrestia grande di San Sisto

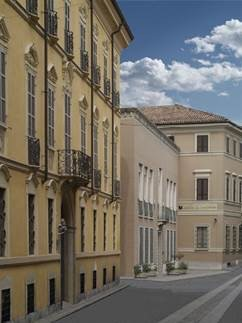
Palazzo Galli e la Sede Centrale

La Basilica di San Sisto è un edificio monumentale del periodo rinascimentale, all'interno del quale si trova anche la Sagrestia grande: un ambiente di notevole prestigio, quasi una piccola chiesa nella chiesa. L'intervento della Banca è stato focalizzato, oltre che sul completo restauro della stessa, sul recupero degli arredi lignei, che avevano subito danni gravissimi e avevano completamente perso la loro funzionalità.

### Affreschi nel Duomo di Bobbio

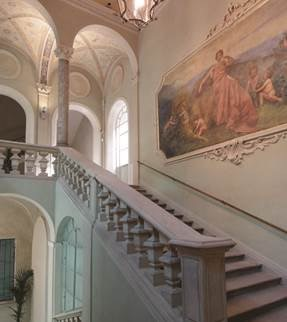
L'interno di Palazzo Galli

L'“Annunciazione dell'Assunta” e l'"Incoronazione dell'Assunta” sono due affreschi posti nell'antica cappella di San Giovanni Battista nel Duomo di Bobbio. La superficie degli affreschi non solo è stata ripulita da salificazioni e macchie ma è stata anche ricostruita là dove mancavano pezzi interi dell'opera.

### Ponte Vecchio – Ponte Gobbo
Sempre a Bobbio, la Banca di Piacenza ha finanziato anche la realizzazione del nuovo impianto di illuminazione artistica del Ponte Gobbo. Questo ponte, attestato nel 1196, costruito e crollato diverse volte, ha assunto la sua forma attuale nel 1847. È lungo circa 273 metri ed è composto da undici arcate di varia luce e altezza. I 53 centri luminosi di diversa potenza montati a incasso nel muro, sotto le arcate, sono comandati da un orologio programmatore.

### Oratorio di San Giuseppe
A Cortemaggiore, la Banca di Piacenza si è impegnata nel completo recupero dell'intero Oratorio di San Giuseppe. Splendido esempio della cultura figurativa tardobarocca, questo oratorio fu costruito tra il 1576 ed il 1594 come sede della Confraternita dello Spirito Santo. La causa principale del degrado in cui versava era l'umidità, che aveva ormai corroso gli stucchi. Oltre alla ricostruzione del tetto, i lavori si sono incentrati nel restauro di alcuni arredi lignei settecenteschi. Inoltre, per combattere l'umidità, l'edificio è stato dotato di un impianto di elettro osmosi e di un impianto di riscaldamento.

### Oratorio di Vallerenzo
A Vallerenzo, in Val Tidone, la Banca di Piacenza ha finanziato il restauro dell'ex “Oratorio della Madonna della Misericordia e di San Ludovico”. Tra gli interventi sono da annoverare: il restauro della volta della nave, la costruzione di una nuova copertura, il restauro del muro esterno, il portone in legno e la pavimentazione esterna.

## BANCAflash
BANCAflash è un periodico d'informazione, nato nel 1986, stampato e diffuso dalla Banca di Piacenza e inviato (anche in forma elettronica) gratuitamente ai Soci e ai Clienti che lo richiedano. Oltre alle informazioni di carattere finanziario riguardanti l'istituto, il periodico informa i lettori sulle iniziative, le manifestazioni e gli eventi culturali; grande spazio ottengono le recensioni dei libri degli autori del luogo e gli approfondimenti sulle conferenze di interesse storico e scientifico.